# Sainte-Opportune-du-Bosc
Sainte-Opportune-du-Bosc ist eine französische Gemeinde mit 636 Einwohnern (Stand: 1. Januar 2022) im Département Eure in der Region Normandie (vor 2016 Haute-Normandie). Sie gehört zum Arrondissement Bernay und zum Kanton Brionne.

## Geographie
Sainte-Opportune-du-Bosc liegt etwa 27 Kilometer nordwestlich von Évreux. Umgeben wird Sainte-Opportune-du-Bosc von den Nachbargemeinden La Neuville-du-Bosc im Nordwesten und Norden, Épégard im Nordosten, Vitot im Osten, Le Neubourg im Südosten, Villez-sur-le-Neubourg im Südosten und Süden, Rouge-Perriers im Süden, Thibouville im Südwesten sowie Harcourt im Westen.

## Bevölkerungsentwicklung
| Jahr                       | 1962 | 1968 | 1975 | 1982 | 1990 | 1999 | 2006 | 2019 |
| Einwohner                  | 148  | 145  | 141  | 192  | 278  | 334  | 563  | 650  |
| Quellen: Cassini und INSEE |      |      |      |      |      |      |      |      |

## Sehenswürdigkeiten

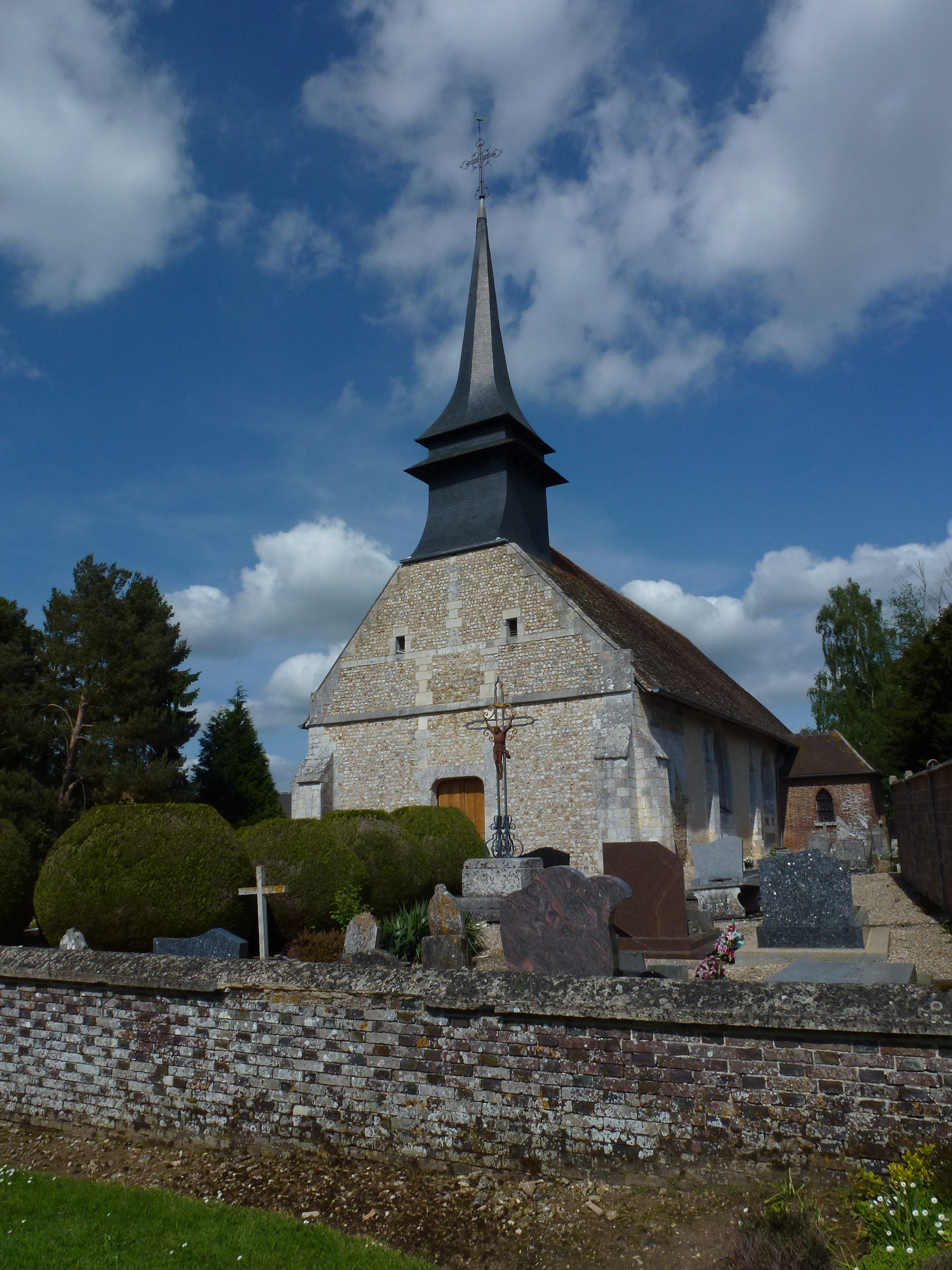
Kirche Sainte-Opportune aus dem 12. Jahrhundert, Umbauten aus dem 16. Jahrhundert
- Kapelle Saint-Lubin in Le Bosc aus dem 12. Jahrhundert, Monument historique seit 1934
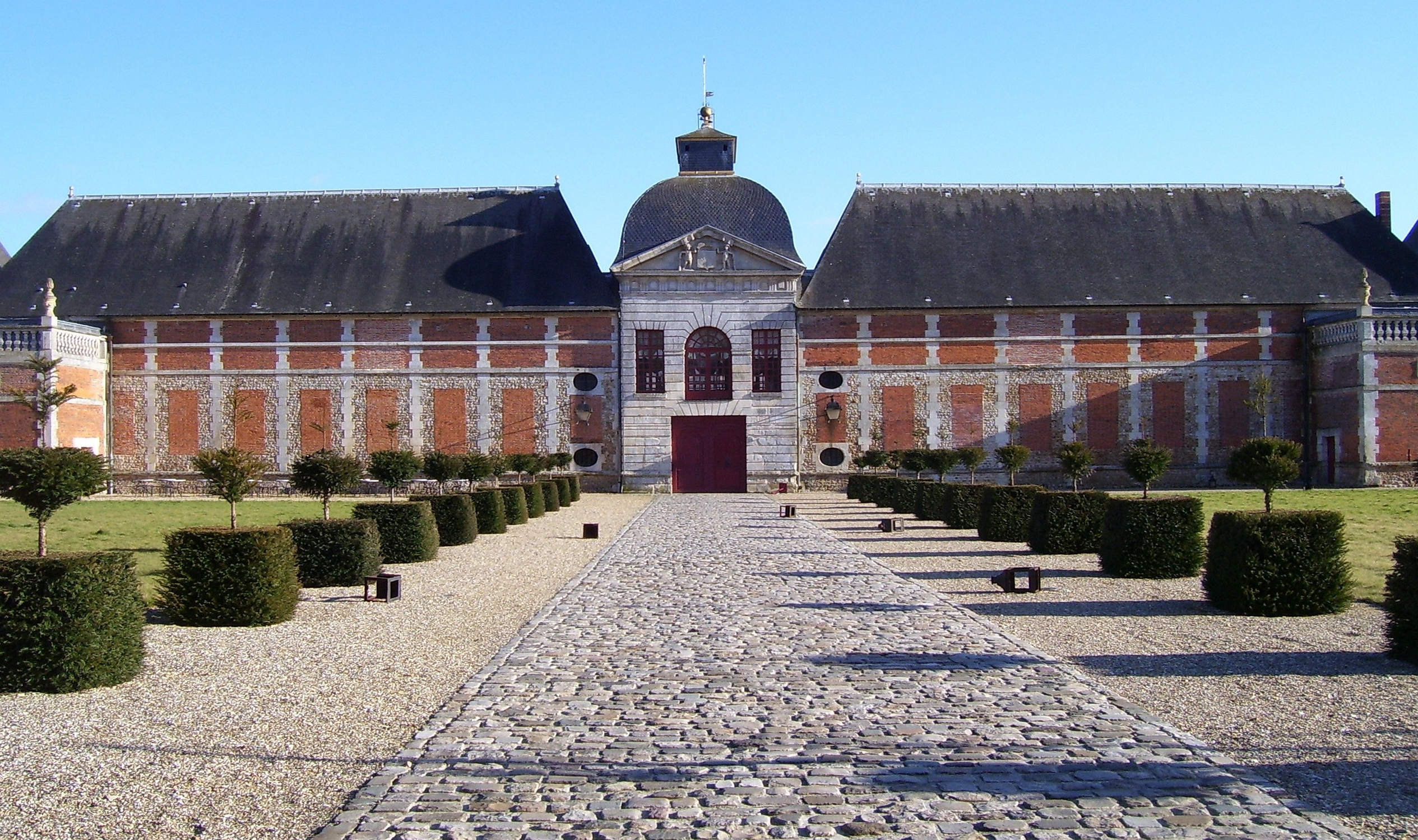
Schloss Le Champ de Bataille aus dem 17./18. Jahrhundert, Monument historique seit 1952/1971/1995, mit Park
- Herrenhaus aus dem 17./18. Jahrhundert
- Priorat aus dem 12. Jahrhundert, Umbauten aus dem 18. Jahrhundert  - Kirche Sainte-Opportune
  - Schloss Le Champ-de-Batille